# Paris Volley 2011-2012
Questa voce raccoglie le informazioni riguardanti il Paris Volley nelle competizioni ufficiali della stagione 2011-2012.

## Organigramma societario
Area direttiva
- Presidente: Alain Bertato

Area tecnica
- Allenatore: Dorian Rougeyron

## Rosa
| N° | Nome                | Ruolo | Data di nascita  | Nazionalità sportiva |
| -- | ------------------- | ----- | ---------------- | -------------------- |
| 1  | Miloš Balandžić     | P     | 1º aprile 1990   | Serbia               |
| 2  | Moïse Kahlemue      | C     | 6 novembre 1988  | Francia              |
| 3  | Raphaël Attie       | C     | 12 aprile 1989   | Francia              |
| 4  | Todor Skrimov       | S     | 9 gennaio 1990   | Bulgaria             |
| 5  | Julien Reynet       | S     | 13 febbraio 1990 | Francia              |
| 6  | Paul Cooper         | P     | 28 marzo 1993    | Francia              |
| 7  | Dennis Van der Veen | C     | 19 febbraio 1982 | Paesi Bassi          |
| 8  | Armands Celitāns    | C     | 28 maggio 1984   | Lettonia             |
| 9  | Thomas Zass         | S/O   | 27 novembre 1989 | Austria              |
| 10 | Jiří Novák          | S     | 19 novembre 1974 | Rep. Ceca            |
| 12 | Josh Howatson       | P     | 7 ottobre 1981   | Canada               |
| 13 | Markus Steuerwald   | L     | 7 marzo 1989     | Germania             |
| 14 | Romain Bonon        | P     | 27 febbraio 1988 | Francia              |
| 15 | Nicolas Le Jeune    | L     | 16 maggio 1989   | Francia              |
| 16 | Emmanuel Ragondet   | S     | 6 agosto 1987    | Francia              |
| 17 | Romain Leloup       | C     | 9 ottobre 1989   | Francia              |
| 18 | Fabrizio Basta      | C     | 28 febbraio 1982 | Brasile              |